# سان پاسکوال، شهرستان لس‌آنجلس، کالیفرنیا
سان پاسکوال، شهرستان لس‌آنجلس (به انگلیسی: San Pasqual) یک منطقهٔ مسکونی در ایالات متحده آمریکا است که در شهرستان لس‌آنجلس، کالیفرنیا واقع شده‌است. سان پاسکوال، شهرستان لس‌آنجلس ۰٫۶۶۱ کیلومتر مربع مساحت و ۲٬۰۴۱ نفر جمعیت دارد و ۲۱۲٫۱۴ متر بالاتر از سطح دریا واقع شده‌است.